# Милош Поњавић
Милош - Мишо Поњавић (Брусница, 1937) српски је архитекта.

## Биографија
Рођен је у селу Брусница код Горњег Милановца, 10. августа 1937. Основну и средњу школу (гимназија, 1957) завршио је у Г. Милановцу, а Архитектонски факултет у Београду 1963. Прво запослење добија у ГП Градитељ из Г. Милановца, где ради од 1964-1967; затим прелази на место урбанисте у СО Горњи Милановац, да би се након годину дана вратио у Градитељ, где пролази све послове, од пројектанта, преко директора Пројектног бироа, техничког директора, заменика генералног директора до места генералног директора.
1991. године прелази у Типопластику где ради као директор стамбеног предузећа Стандард и као референт за инвестиције, где остаје до пензионисања.
Био је делегат у Републичкој заједници за науку.

## Ауторски приступ
Први радови, пре свега инудстријске зграде, Милоша Поњавића се најпре могу сврстати у брутализам и рану постмодерну, док је у каснијој фази његовог рада, која почиње пројектом за хотел Шумадија у Г. Милановцу, приметан помак ка постмодерни са применом стилских одлика српске народне архитектуре. И док је овај спој занимљив у мањим породичним кућама, на великим масама хотела Шумадија и Неда Замид делује прилично непримерено и кичасто. Овоме свакако доприноси и несрећна предимензионисаност хотела Шумадија, који је постао, неких 40 година од градње, запуштено ругло града.

## Дела
- Управна зграда АД Типопластика у Г. Милановцу
- Фабрика бомбона ПИК Таково у Г. Милановцу
- Поједини објекти Модне конфекције Рудник у Г. Милановцу
- Производна хала Металца у Г. Милановцу
- Хотел Шумадија у Г. Милановцу
- Хотел Неда Замид на Руднику
- Фабрика Тетрапак у Г. Милановцу
- Породилиште у Г. Милановцу
- Нови конак са трпезаријом у манастиру Враћевшница
- Неколико стамбених зграда у Г. Милановцу и околини
- Бројне породичне куће у Г. Милановцу и околини

## Галерија
- Хотел Шумадија својом висином доминира над панорамом града

## Награде
Добитник је Ордена рада са сребрним венцем од председника СФРЈ (1978).